# Fentanyl

Strukturformel för fentanyl.

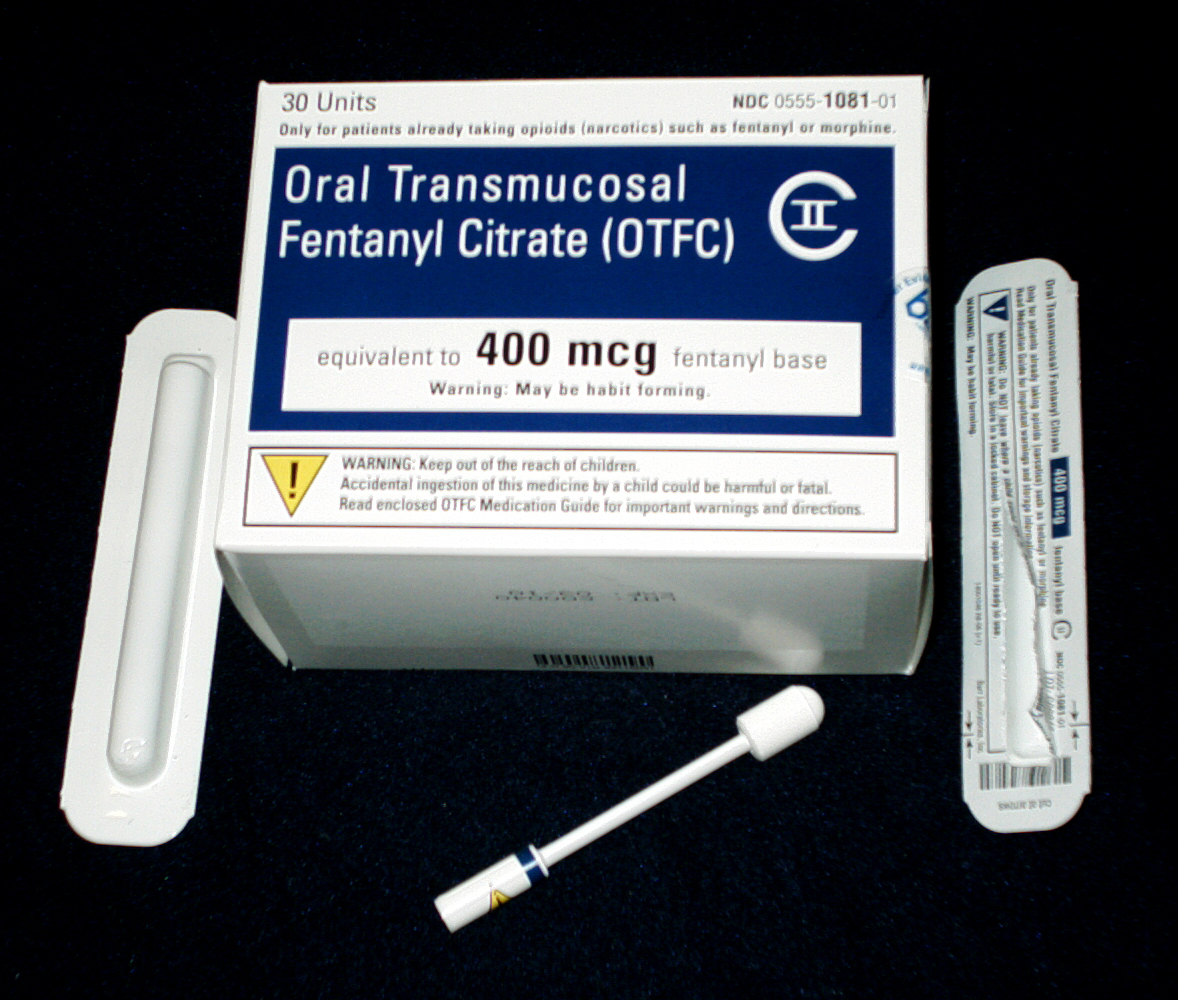
Fentanyl.

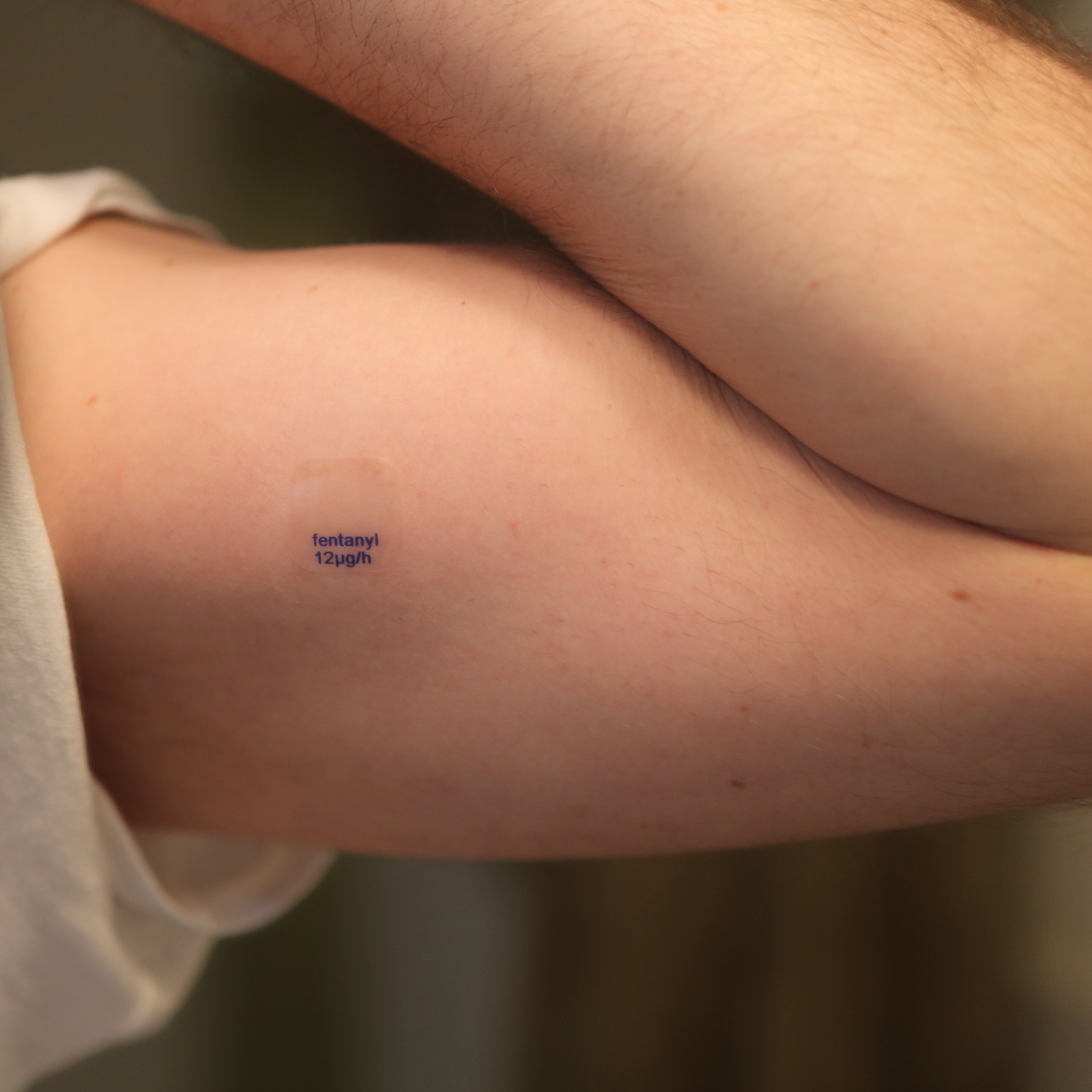
Fentanyl som depotplåster.

Fentanyl (varunamn Leptanal, Durogesic, Matrifen, Actiq, Abstral samt Fentanyl+företagets namn) är en syntetisk opioid, inom sjukvården använd för smärtlindring. 
Preparatet togs fram 1959 av det belgiska läkemedelsföretaget Janssens grundare läkaren Paul Janssen. 
Ämnets effekt är vid en viss dos identisk med heroin; skillnaden är att de olika fentanylerna kan vara hundra gånger starkare än morfin per viktenhet, beroende på exakt sammansättning. En outspädd dos fentanyl är inte större än ett saltkorn. Effekten av fentanyl varar under ganska kort tid i jämförelse med heroin, men en del av de derivat som förekommer varar dock längre tid.

## Användning i sjukvården
Fentanyl är ett kraftigt smärtstillande medel; effekten är ungefär 100 gånger starkare än morfin. Det förekommer i sjukvården bland annat som plåster, vilket appliceras på kroppen och som långsamt utsöndrar läkemedlet via huden under några dagar. På så vis fås smärtlindring under lång tid. Det används även som intravenöst narkosmedel. Fentanyl har använts inom sjukvården sedan 1960-talet.
Vanliga biverkningar är andningsdepression, kramp i luftstrupens muskulatur och långsam hjärtrytm. I narkossammanhang ska det bara ges av erfaren narkospersonal som är väl förtrogen med intubationsteknik. Antidot (motmedel mot andningspåverkan) är naloxon.

## Missbruk och narkotikaklassning
Fentanyl är narkotikaklassat och ingår i förteckningen N I i 1961 års allmänna narkotikakonvention, samt i förteckning II i Sverige.
Fentanyl har använts som missbrukardrog sedan 1970-talet, från början mest i medicinska kretsar. Flera heroinmissbrukare avled i Sverige år 2003 efter att ha provat drogen. Sångaren och artisten Prince avled av en överdos av fentanyl. För att undvika fentanyls narkotikaklassificering i många länder har det tillverkats s.k. fentanylanaloger, där man modifierat strukturen genom att sätta på någon kemisk grupp, totalt finns det ca 1400 kända fentanylanaloger. Egenskaperna för de olika fentanylanalogerna är ofta okända, men flera har 100-1000 gånger kraftigare effekt än heroin.

## Avrättning
Den 14 augusti 2018 blev Nebraska första delstat i USA som använde fentanyl vid en avrättning.